# Jjimjilbang

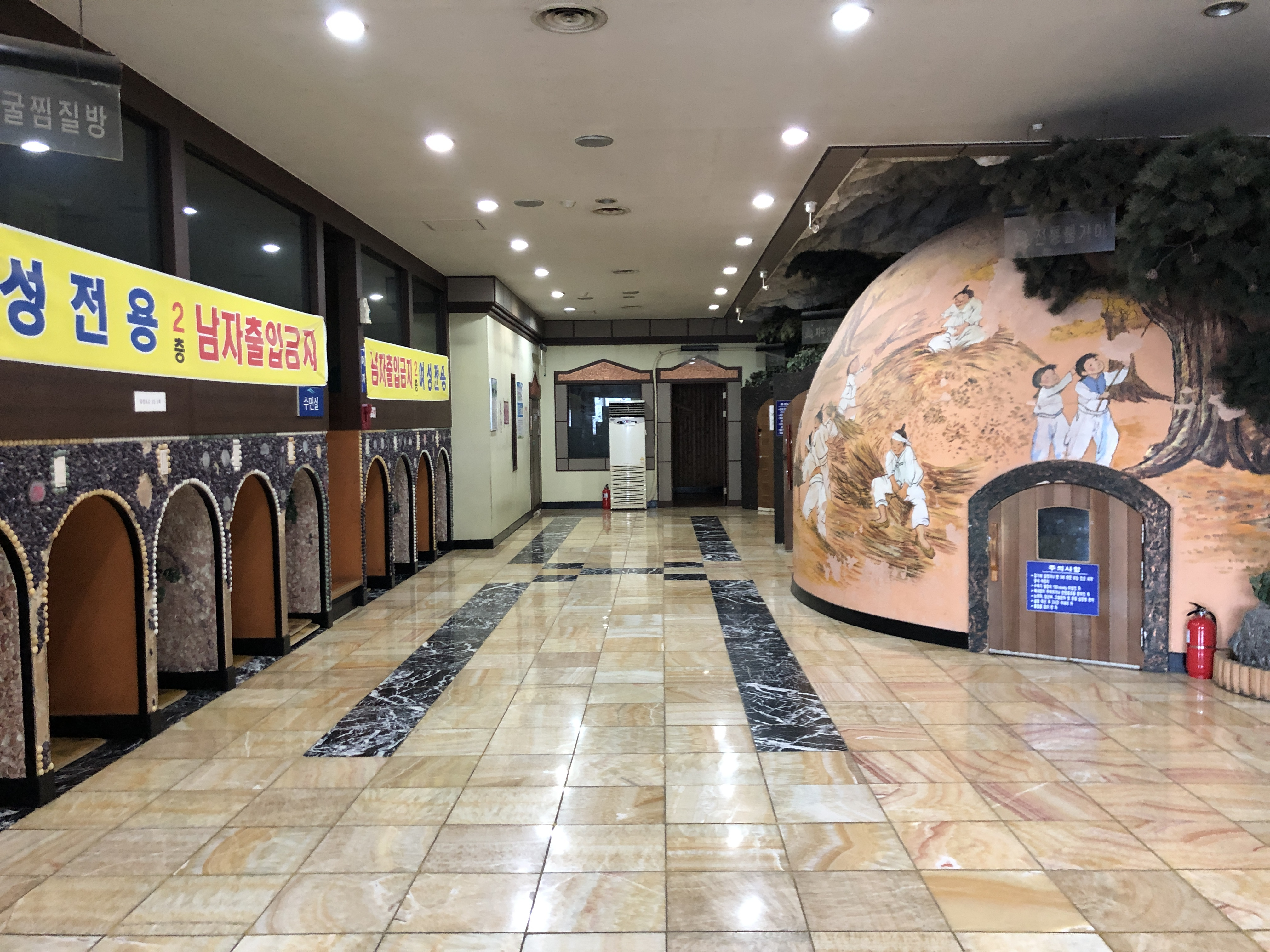
Jjimjilbang

Il jjimjilbang (찜질방?) è una sauna e spa coreana, concepita dalla fusione delle classiche case termali mogyoktang, delle saune hanjeung e dei resort termali occidentali. Il nome deriva dall'unione delle parole jjimjil (찜질?), che significa "riscaldato", e bang (방?), che significa "stanza".
All'interno delle jjimjilbang si può usufruire di diverse tipologie di saune, come le stanze di vapore, bagni caldi, bagni di ghiaccio e le kiln sauna, 24 ore su 24, tutti i giorni.

## Storia
Il primo jjimjilbang fu aperto a Seul nel 1992. La sua economicità, la possibilità di permanere all'interno per lunghi periodi e il benessere fisico del suo utilizzo lo fecero diventare presto molto in voga tra le donne di mezz'età. La sua popolarità fu molto rapida, con un aumento delle strutture da 550 nel 1995 a 1600 nel 2004.

## Servizi interni
Molti jjimjilbang sono implementati con servizi aggiuntivi, come ristoranti, sedie massaggianti, servizi estetici e sale adibite a dormitorio. A seconda delle dimensioni della struttura possono esservi anche sale karaoke, cinema, sale giochi e spazi utilizzati per fare picnic. I jjimjilbang vengono utilizzati sia allo scopo di rilassarsi, ma anche come luoghi ludici nel quale poter socializzare, cantare, giocare e mangiare.

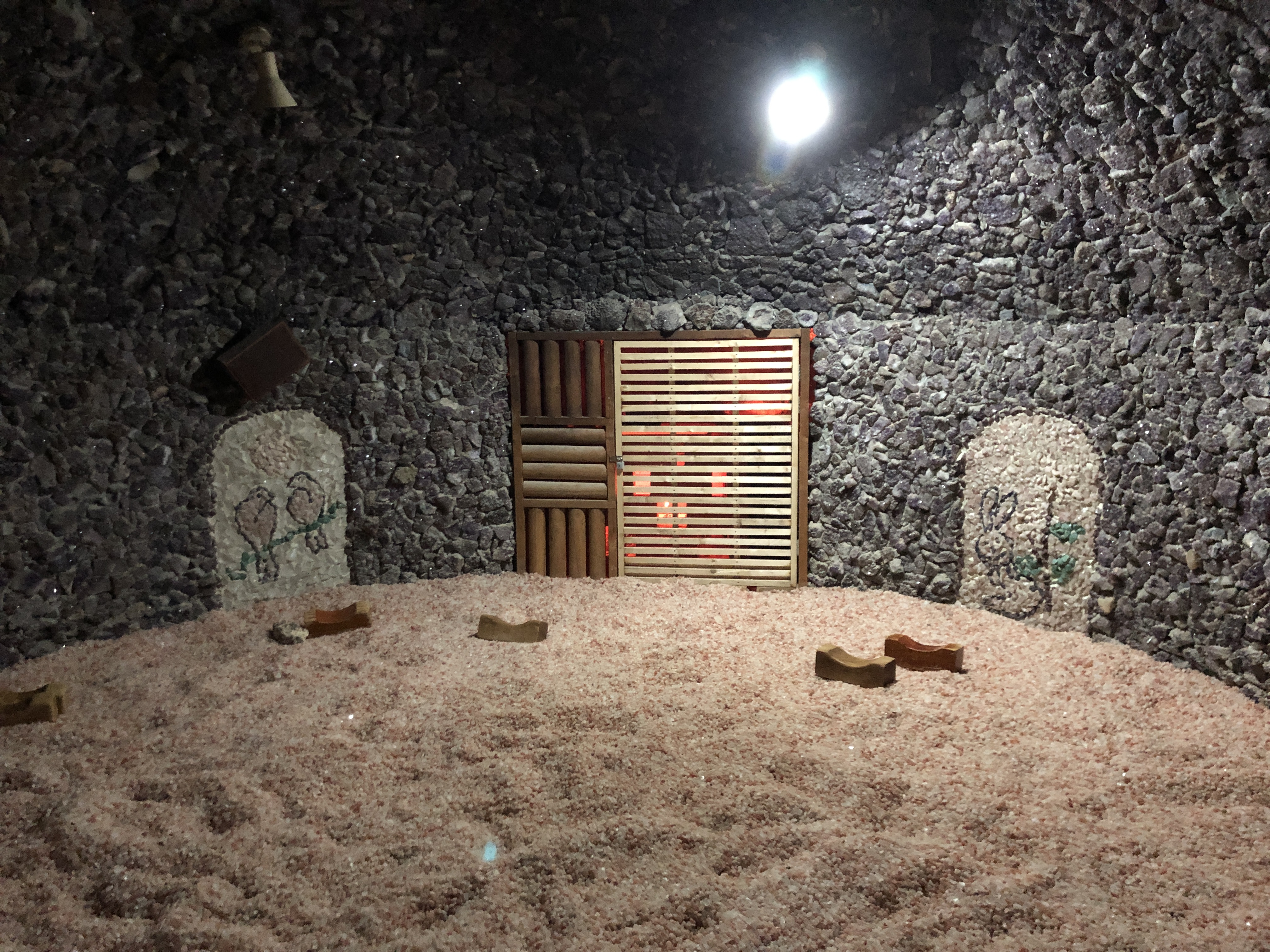
Hanjeungmak

### Mogyoktang
Il termine mogyoktang (목욕탕?) deriva dal verbo coreano mogyokhada (목욕하다?), che significa letteralmente "fare il bagno". Tale termine è formato dagli Hanja Mog (목?) che significa "versarsi l'acqua dall'alto", e da Yok (욕?) che significa "immergere il proprio corpo nell'acqua".

### Kiln sauna (hanjeungmak)
Le kiln sauna, conosciute anche con il nome di hanjeungmak (한증막?), sono saune tradizionali coreane che prevedono delle stanze di pietra con il tetto a cupola, che vengono riscaldate attraverso la combustione del legno di pino, come da tradizione. Ai clienti che usufruiscono di questo servizio viene data in dotazione una coperta per potersi proteggere dal calore.

## Usi e costumi
Il jjimjilbang viene ritenuto uno dei passatempi preferiti dai coreani, e uno dei luoghi sociali in cui adulti e bambini possono socializzare, divertirsi e rilassarsi.

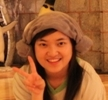
Yangmeori

Il yangmeori (양머리?), che significa "testa d'agnello", è un modo tipico coreano di arrotolare l'asciugamano sulla testa.
All'interno della struttura sono disponibili una varietà di alimenti e snack. Un esempio è il consumo dello sikhye, una bevanda alcolica a base di riso fermentato che viene servita freddo e che i coreani amano bere dopo la sauna all'interno dei jjimjilbang. Spesso, insieme allo sikhye, si mangiano le uova sode.